# Fantasia (Maghreb)

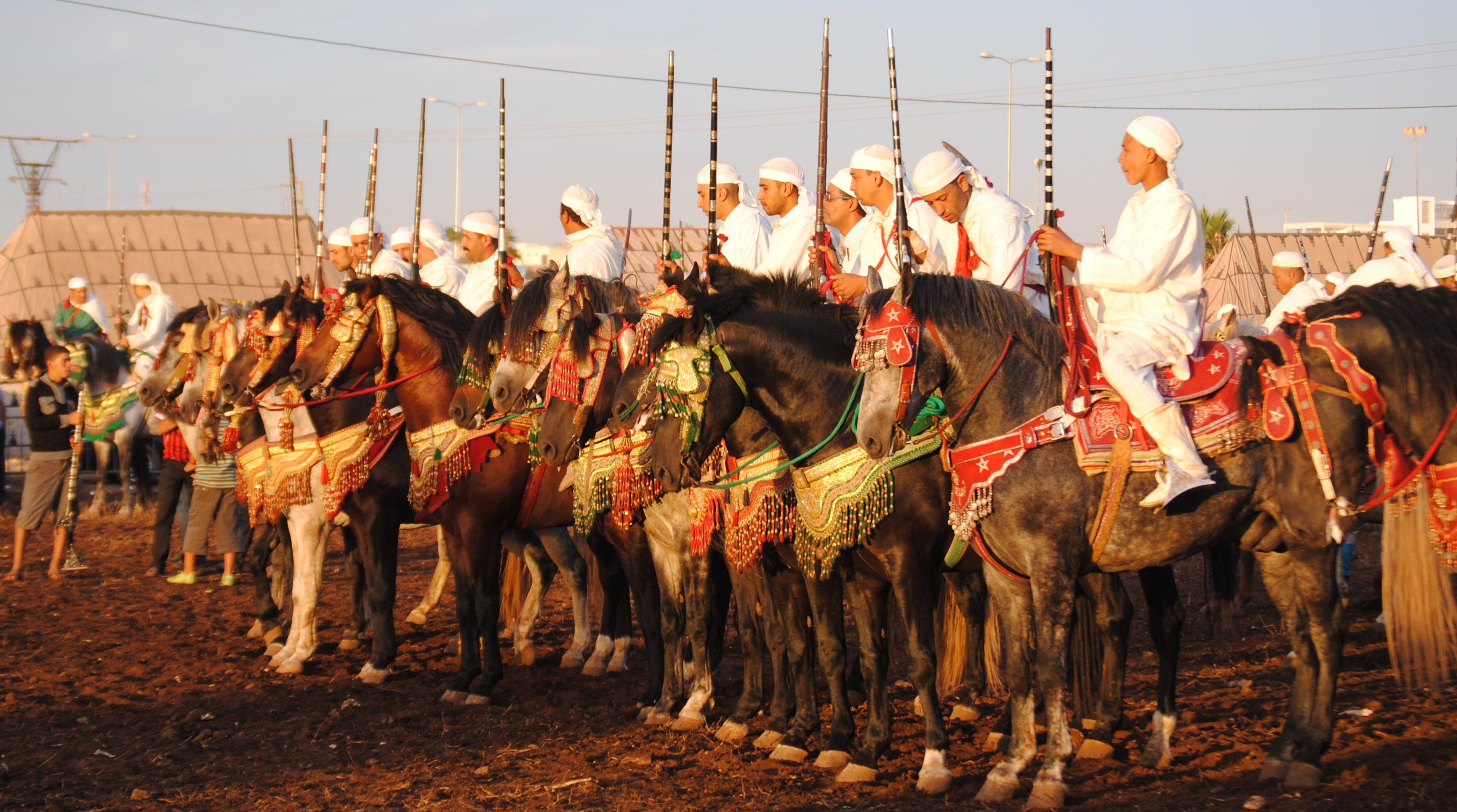
Fantasia in Marokko

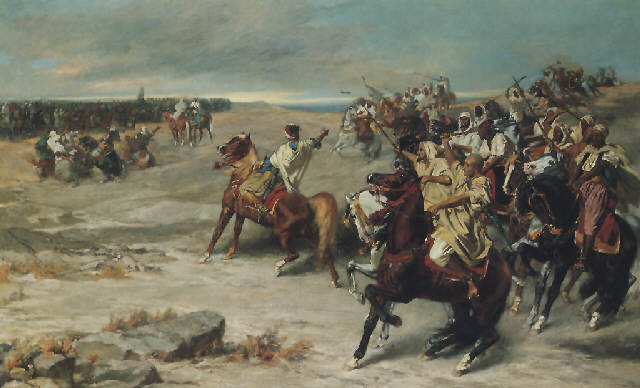
Otto von Faber du Faur, 1883

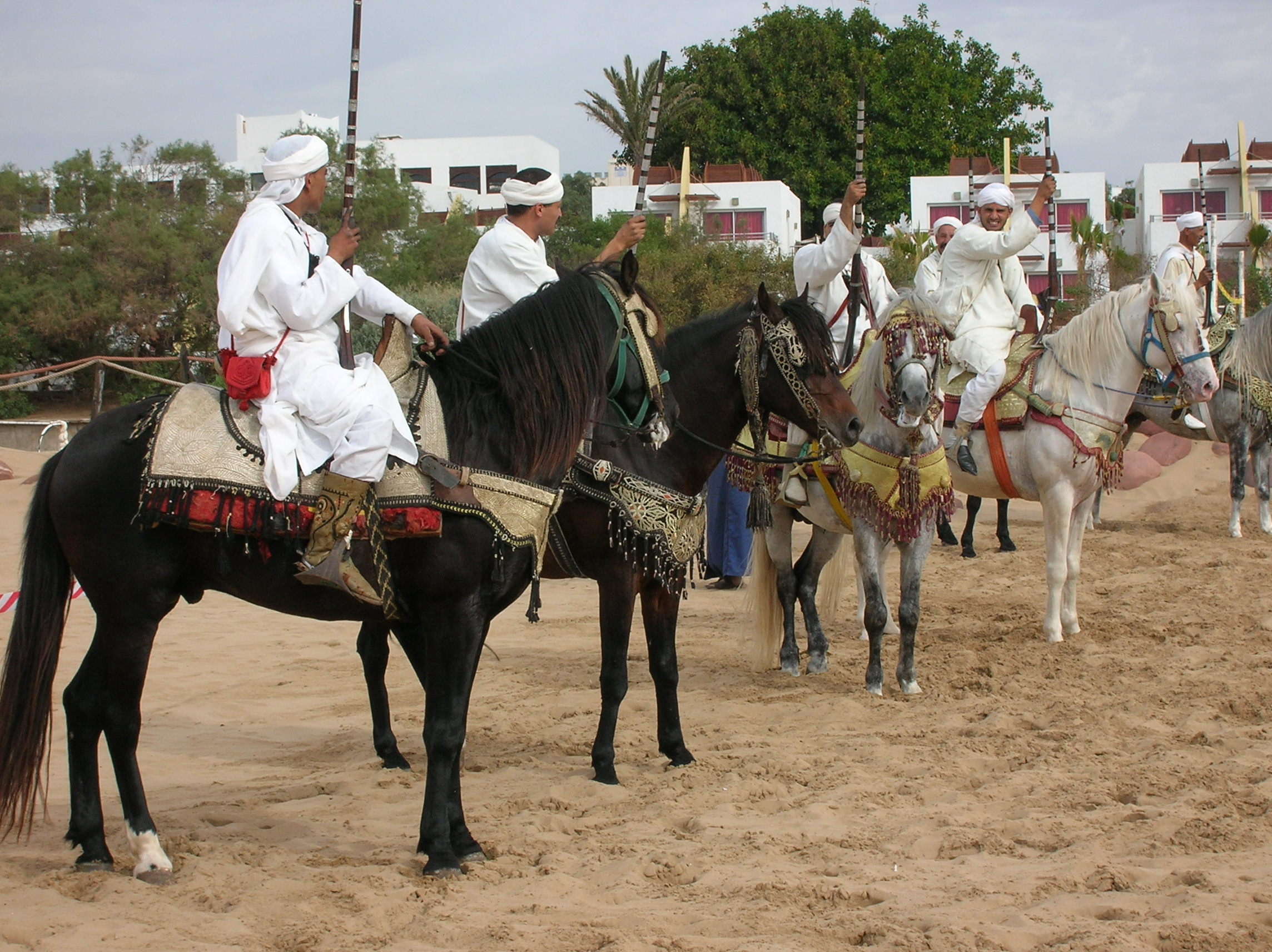

Fantasia is de Westerse naam voor een traditioneel ruiterspektakel dat gehouden wordt door Noord-Afrikanen in de Maghreb. De Arabische namen voor het ruiterspel betekenen 'kruitspelen' en 'paardenspelen'. Groepen van zo'n vijftien ruiters op snelle Arabische paarden en Berberpaarden voeren een cavaleriecharge uit waarbij zij tegen het einde gezamenlijk een salvo afvuren en in een kruitwolk tot stilstand komen. Het salvo dient te klinken als één enkel schot. Deze ceremonie vindt plaats naar aanleiding van feesten, zoals bruiloften, religieuze feesten (moussem), en officiële ontvangsten.
Deze culturele traditie is in het Westen al meerdere eeuwen bekend en werd soms als thema gebruikt binnen de oriëntaliserende schilderkunst. Een van de schilders die er schilderijen aan wijdde was Eugène Delacroix. Tegenwoordig staat deze traditionele ceremonie ook als folkloristisch spektakel op het programma van toeristisch ingestelde ondernemingen.

## Het spel
De ruiters stellen zich bij de start naast elkaar op en rijden op commando naast elkaar over een afstand van ongeveer tweehonderd meter, eerst in een langzaam drafje en dan in volle galop. Zij presenteren gedurende de rit hun geweer en komen aan het einde met een plotselinge stop tot stilstand waarbij zij gezamenlijk een salvo afvuren met hun antieke musketten. De kunst bestaat erin dit salvo te laten klinken als één enkel schot. Op de grotere evenementen treden verschillende ruitergroepen achtereenvolgens tegen elkaar aan. De groepen bestaan uit ongeveer vijftien ruiters. Tijdens het presenteren van het geweer staan zij hoog in de stijgbeugels en rijden 'met losse handen'. Een eerste salvo wordt afgevuurd in de lucht, tijdens een volgende charge wordt naar de grond gevuurd.
De choreografie van deze ruiterspelen gaat terug op charges zoals zij van oorsprong door de regionale cavalerie getraind en uitgevoerd werden; een snelle opmars en een plotselinge stop stelde de krijgers in staat hun lansen met ongeëvenaarde kracht naar het doel te werpen. Fantasia wordt soms ook uitgevoerd op rijkamelen of te voet. Het 'buskruitevenement' is onder andere bekend uit Algerije Marokko en Tunesië. In het hele gebied van de Maghreb zijn ruitergroepen actief die dit spel beoefenen, zogenaamde serba. Het gaat daarbij om duizenden ruiters.
De spelen worden georganiseerd op speciaal ingerichte feestterreinen met een brede zandvlakte, tribunes, tenten en een omroepinstallatie. De Noord-Afrikanen zijn gekleed in de traditionele kleding en de paarden zijn uitgedost met rijkelijk versierde tuigage. De ruiterspelen worden tegenwoordig gezien als een sportieve krachtenmeting in oude martiale kunsten en als een celebratie van de eenheid van man en paard.

## Berberpaarden
Berbers zijn snelle, temperamentvolle, wendbare en zeer gehoorzame warmbloedpaarden. Zij hebben hun charismatische verschijning, hun snelheid, hun uitzonderlijk talent voor dressuur en hun gewillige karakter doorgegeven aan Europese rassen van barokpaarden zoals de Andalusiër en de Lipizzaner. Berberpaarden en arabische volbloedpaarden werden vroeger heel dicht bij de huiselijke kampementen gehouden, zij kregen hun eerste melk uit mensenhanden en ontwikkelden daardoor groot vertrouwen in de mens en een bijzondere aanhankelijkheid.

## Afbeeldingen

Algerije
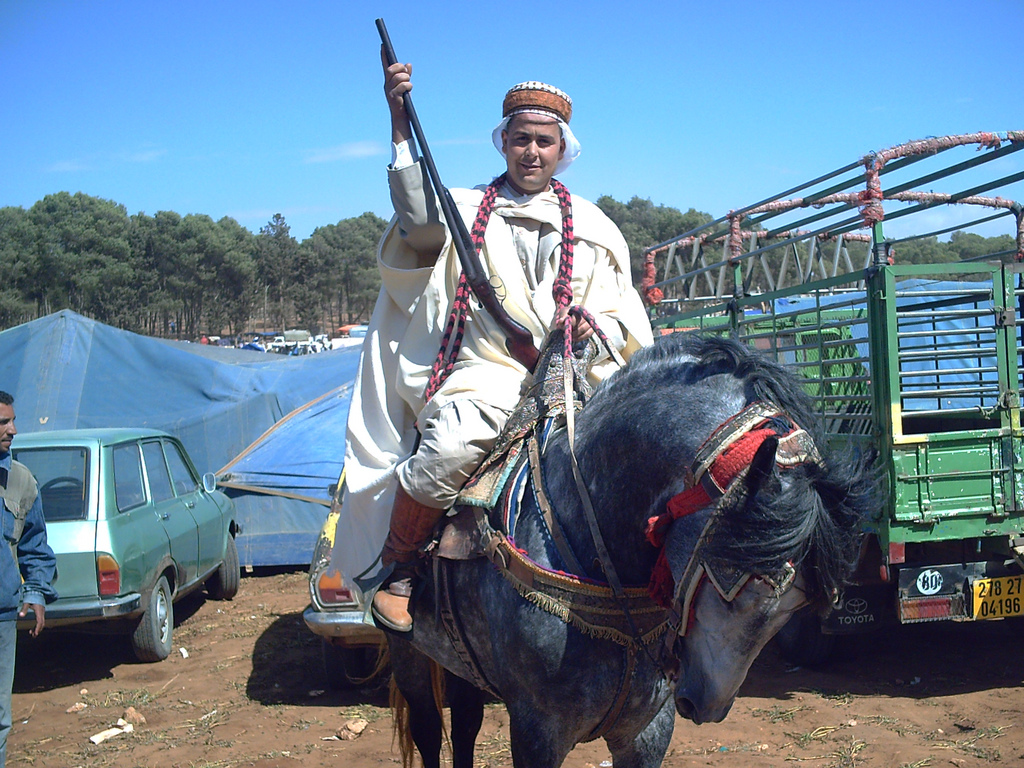
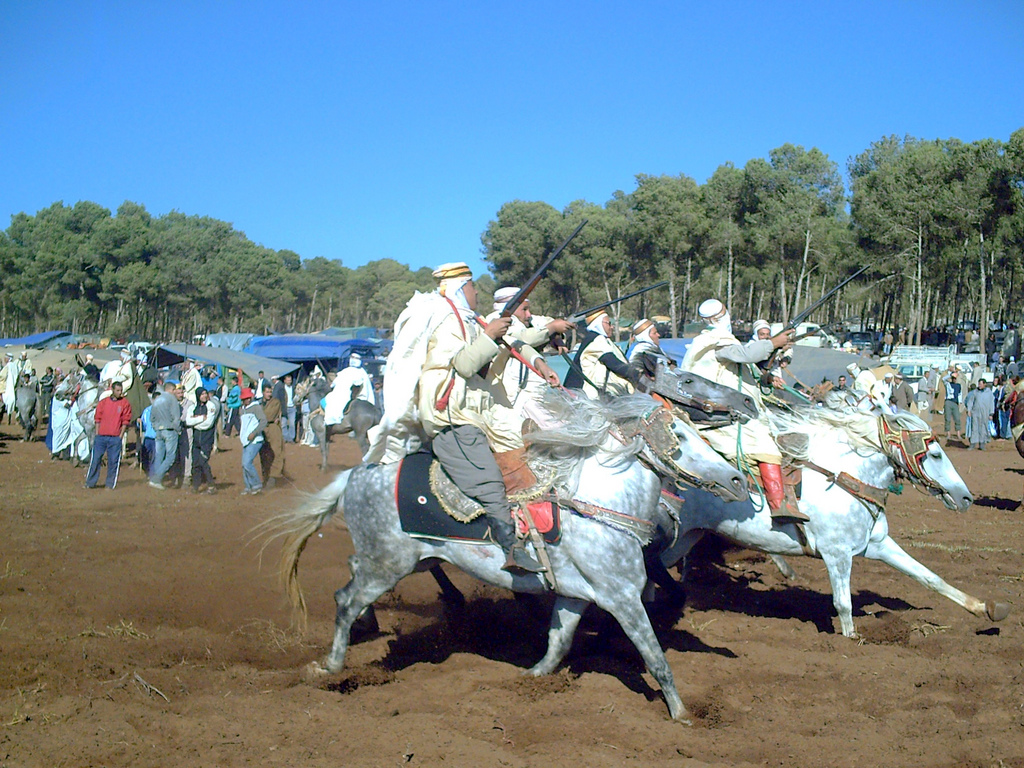
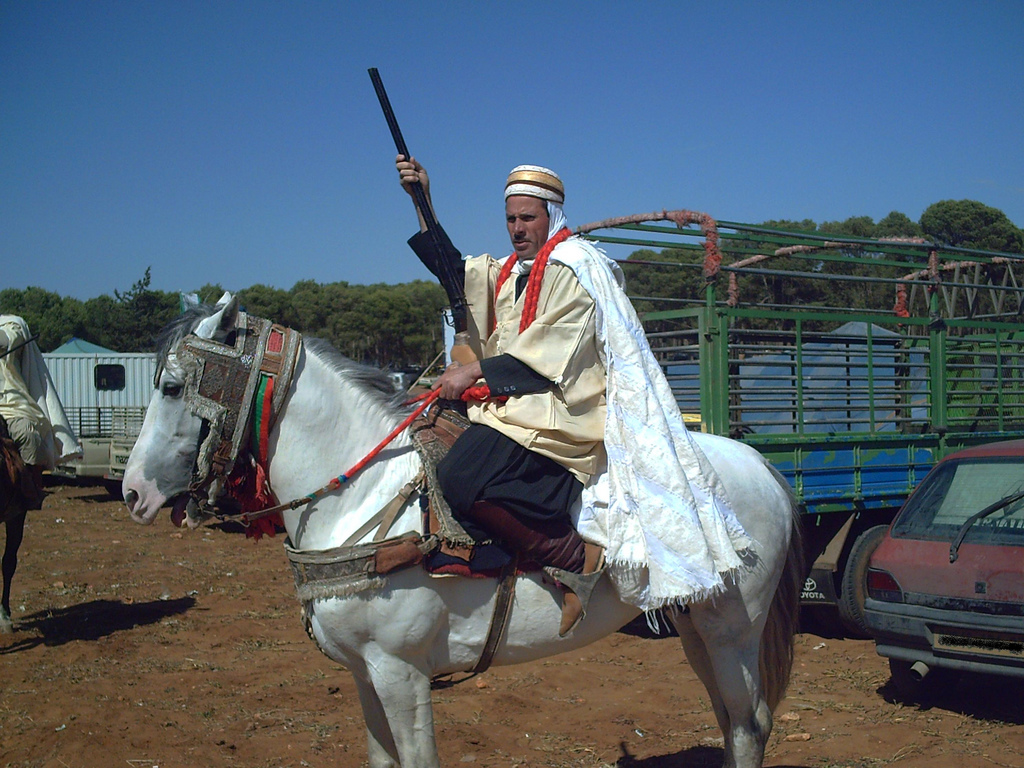
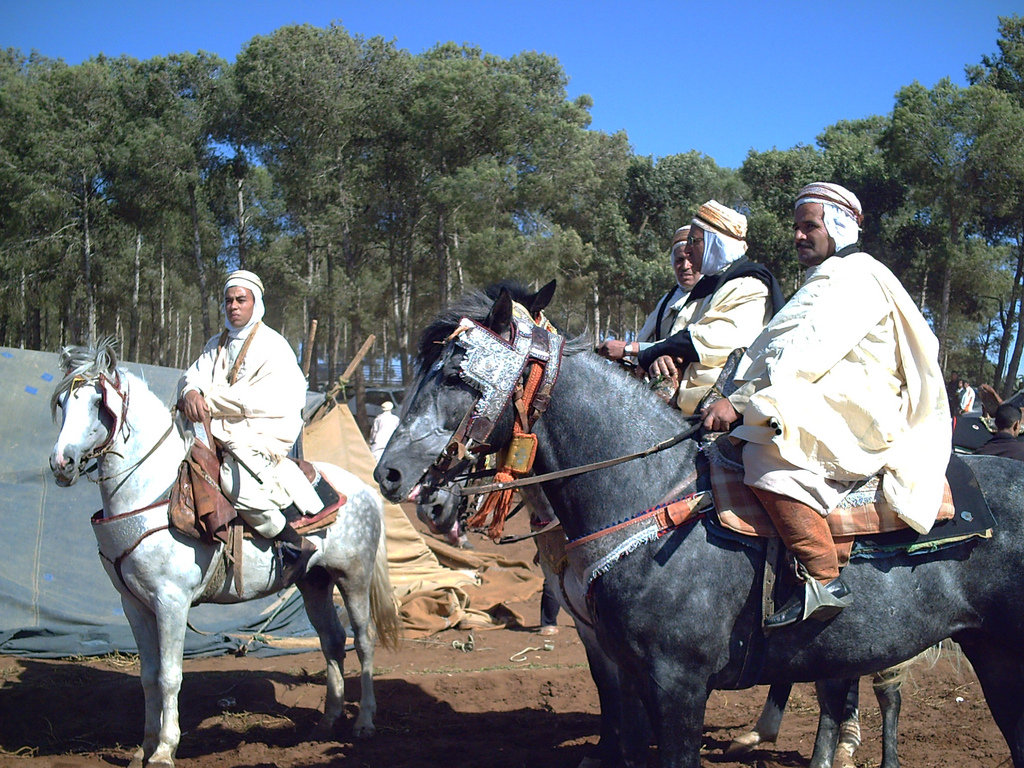

Marokko
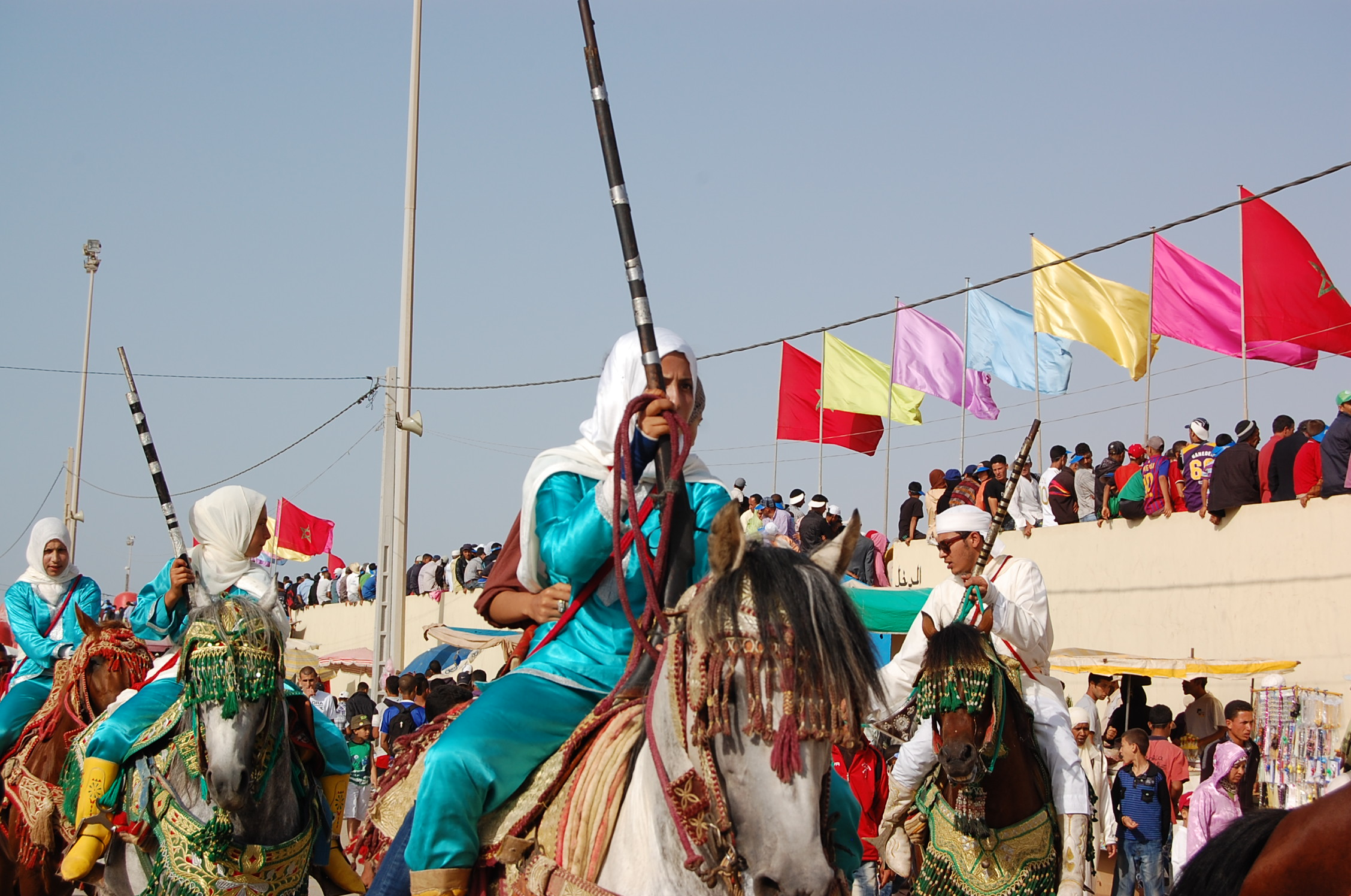
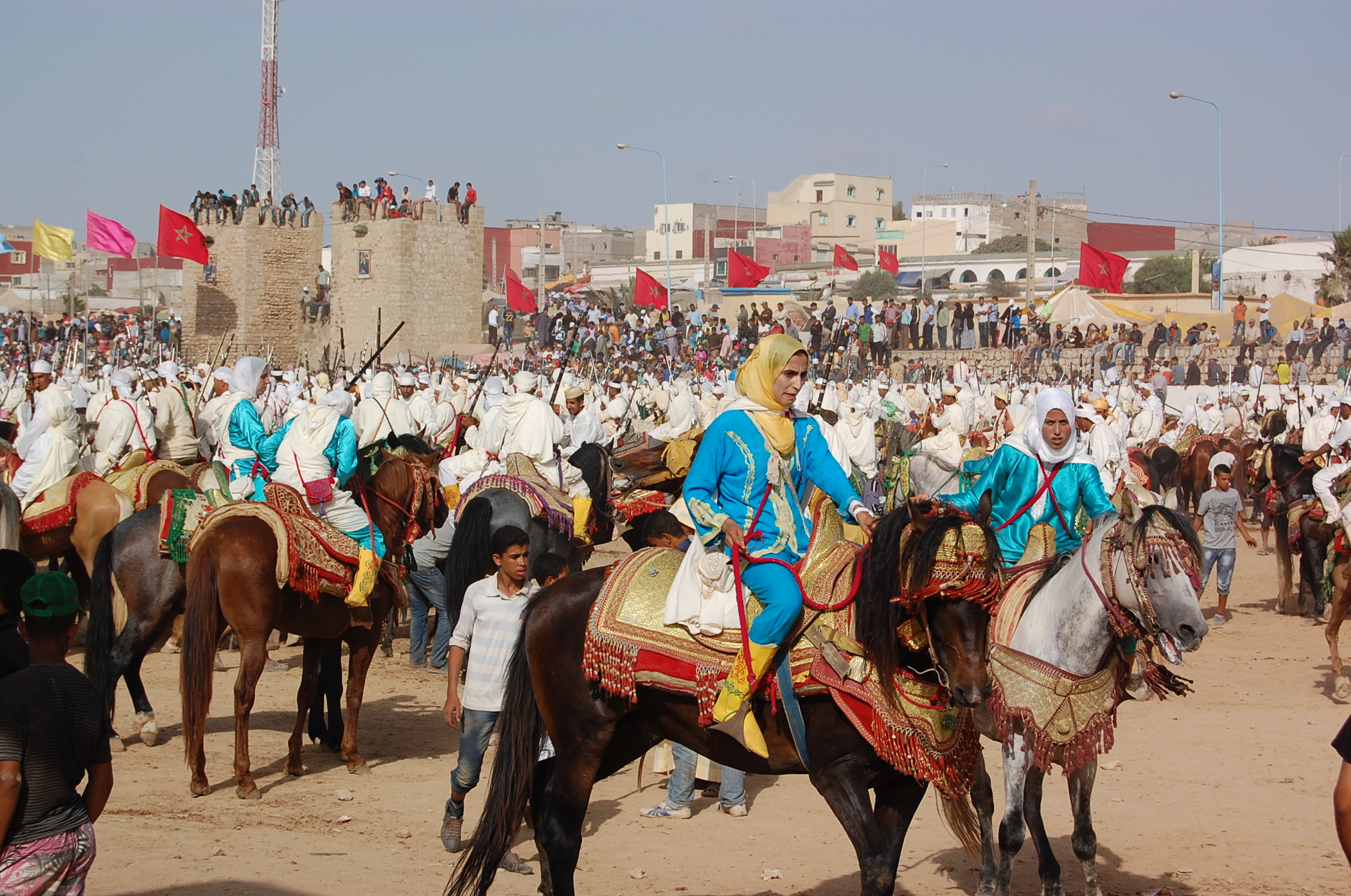
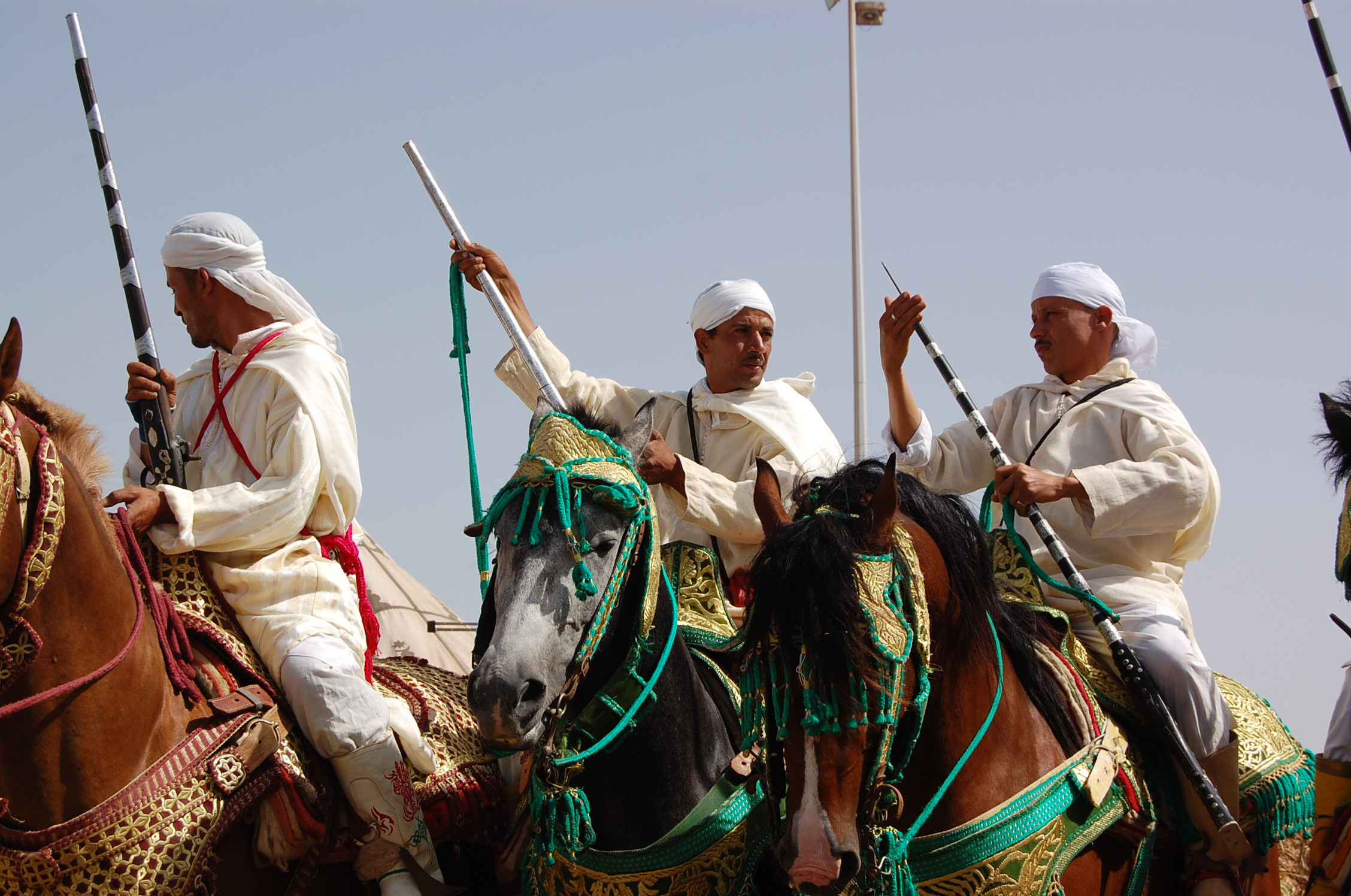
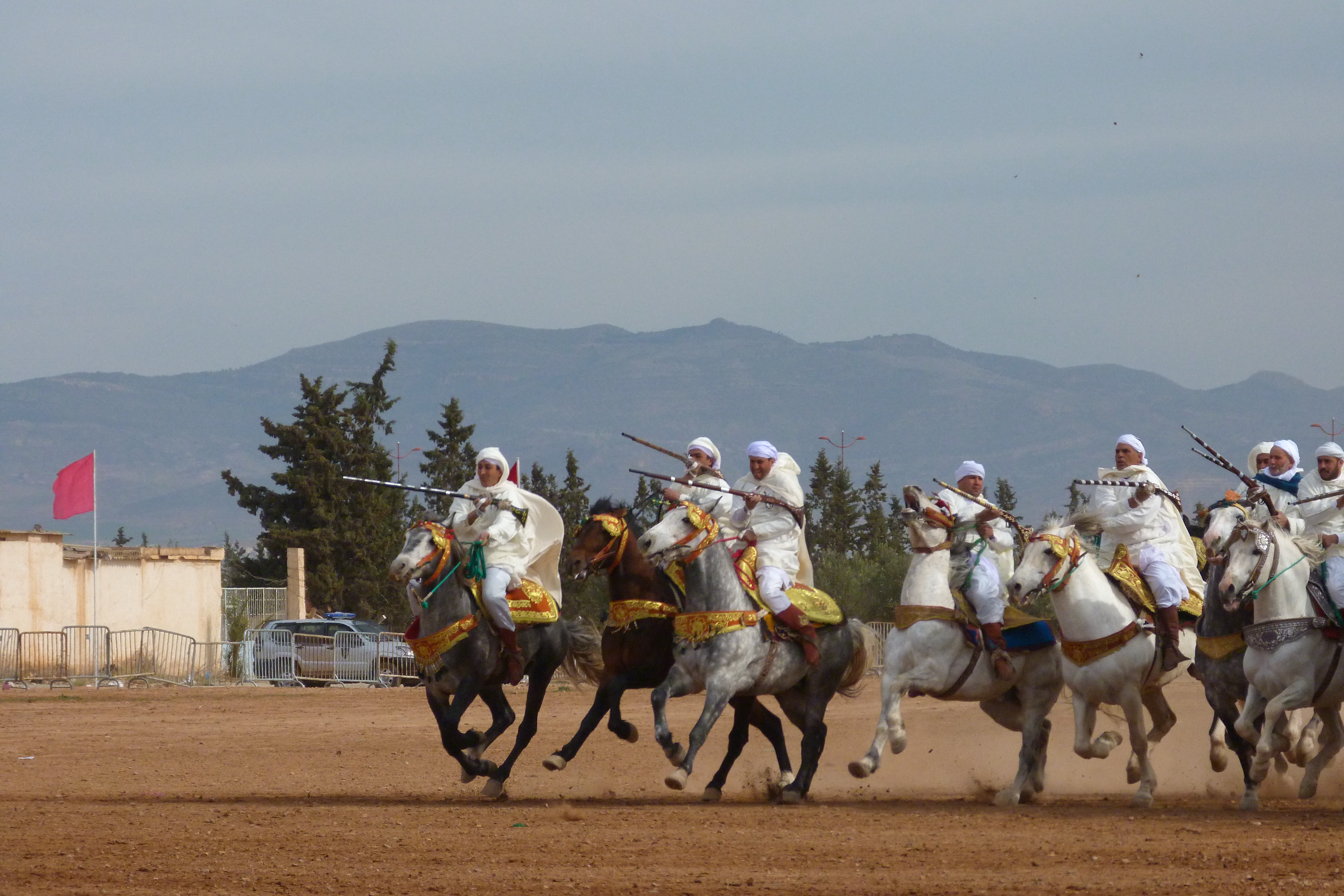

Tunesië
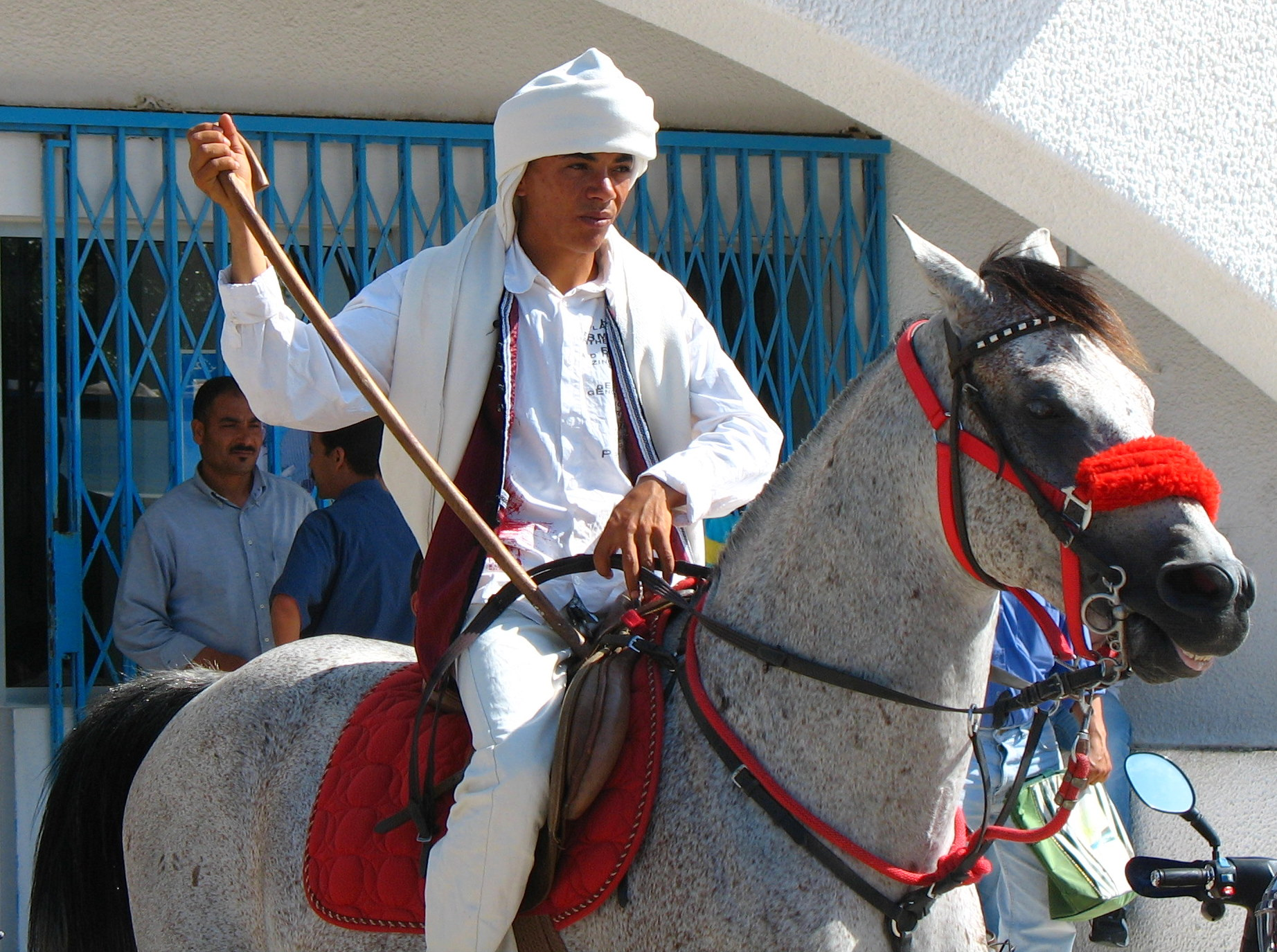
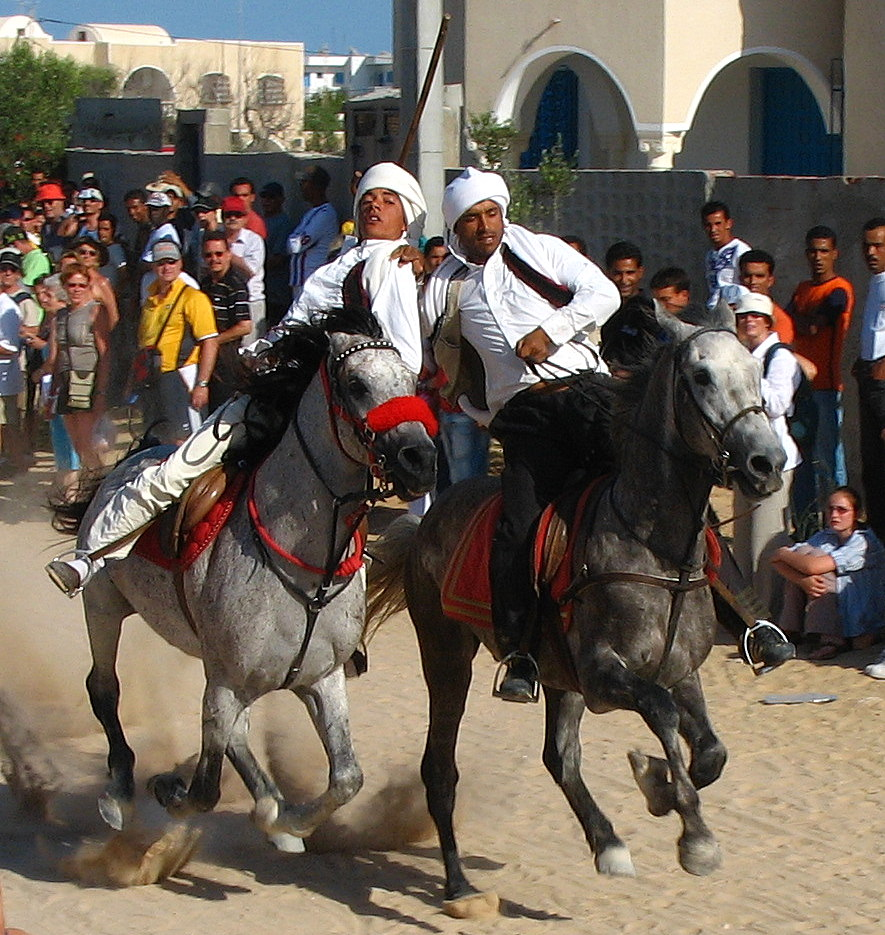
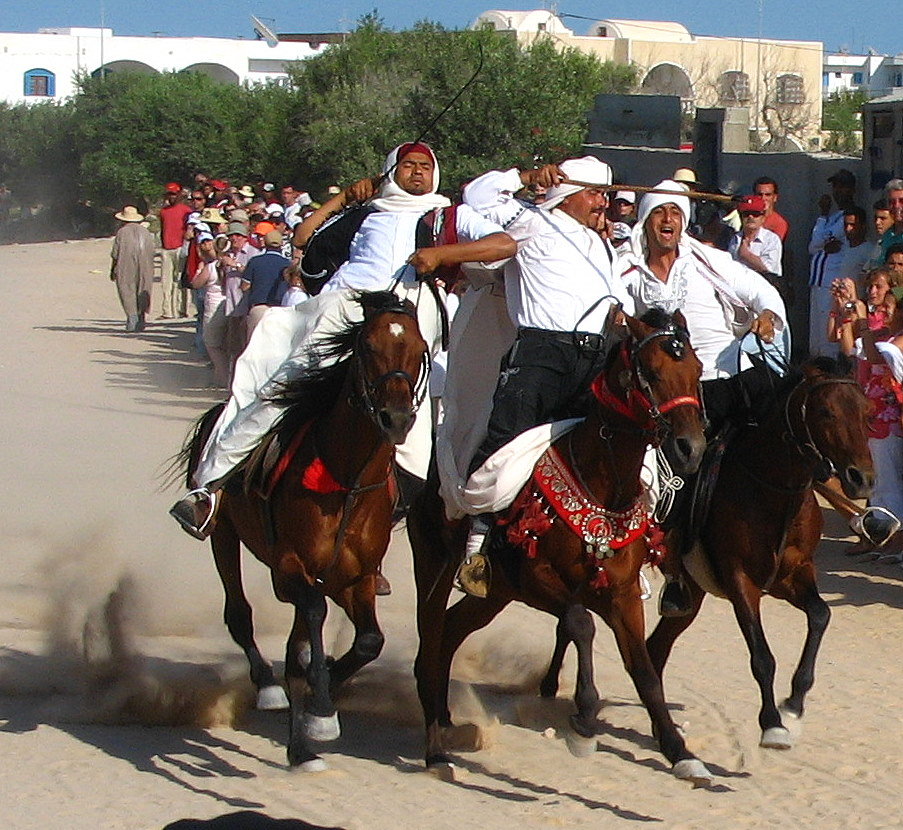
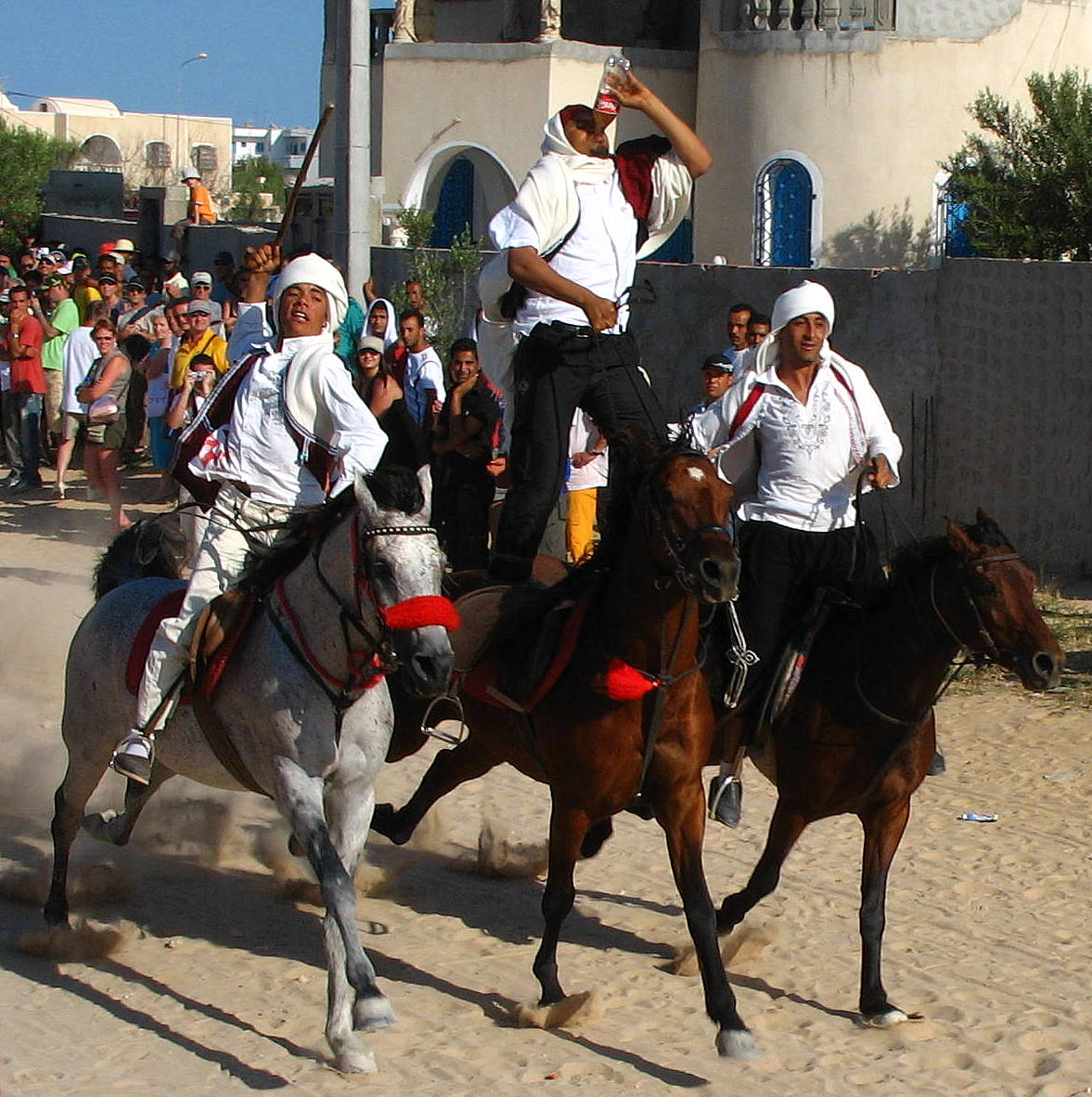

## Fantasia in de schilderkunst

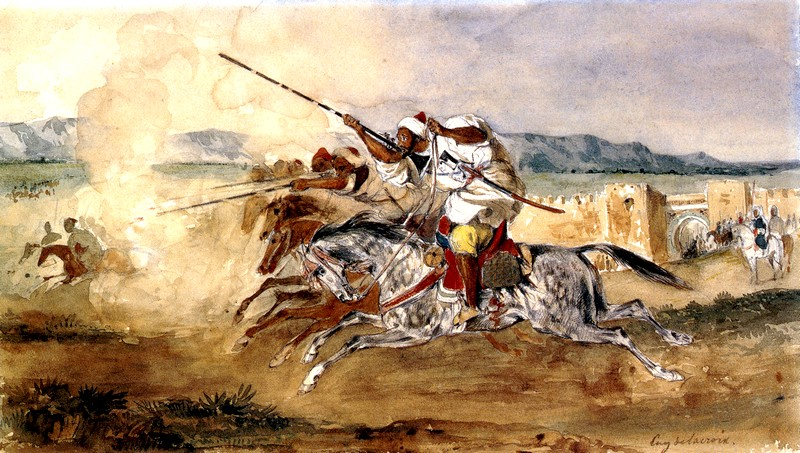
Eugène Delacroix Fantasia ou Jeu de la poudre

Voor schilders van het oriëntalisme vormde fantasia een rijke bron van inspiratie. Enkele schilders die het thema uitwerkten zijn bijvoorbeeld Étienne Dinet, Checa Y Sanz Ulpiano, Marià Fortuny, Théo van Rysselberghe en Eugène Delacroix.
Delacroix raakte door dit thema gefascineerd tijdens zijn reis naar Marokko in 1832. Hij bezocht daar met name Sidi Kacem, Ksar-el-Kebir en Meknes en werkte zijn schetsen van 1833 tot 1847 uit in zijn schilderijen.
De schilders van het oriëntalisme maakten het ruiterfestijn bekend in Europa, waar het onder de namen Fantasia arabe en Jeu de la poudre ingang vond. De Arabische namen lezen zich als: 'lab-el-baroud' لعب البارود of 'laâb el-kheil' لعب الخيل

Schilderijen
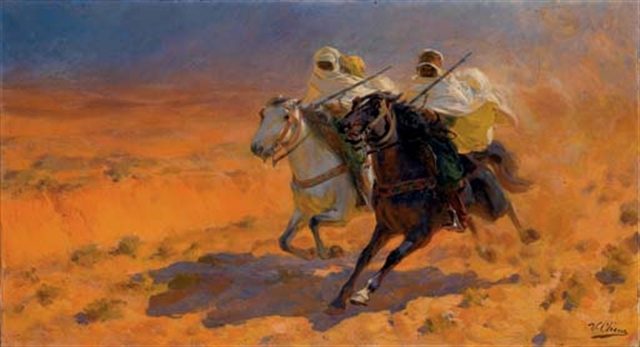
Checa Y Sanz Ulpiano, rond 1900
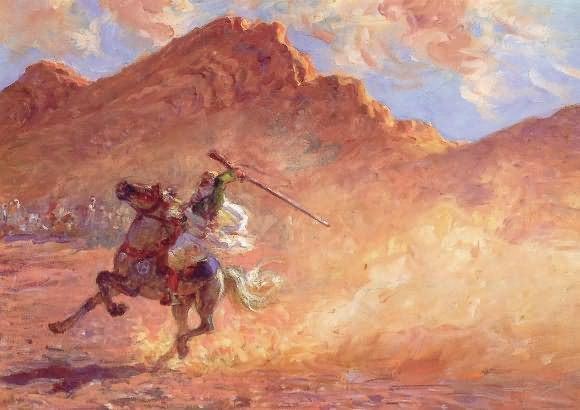
Nasreddine Dinet, rond 1900
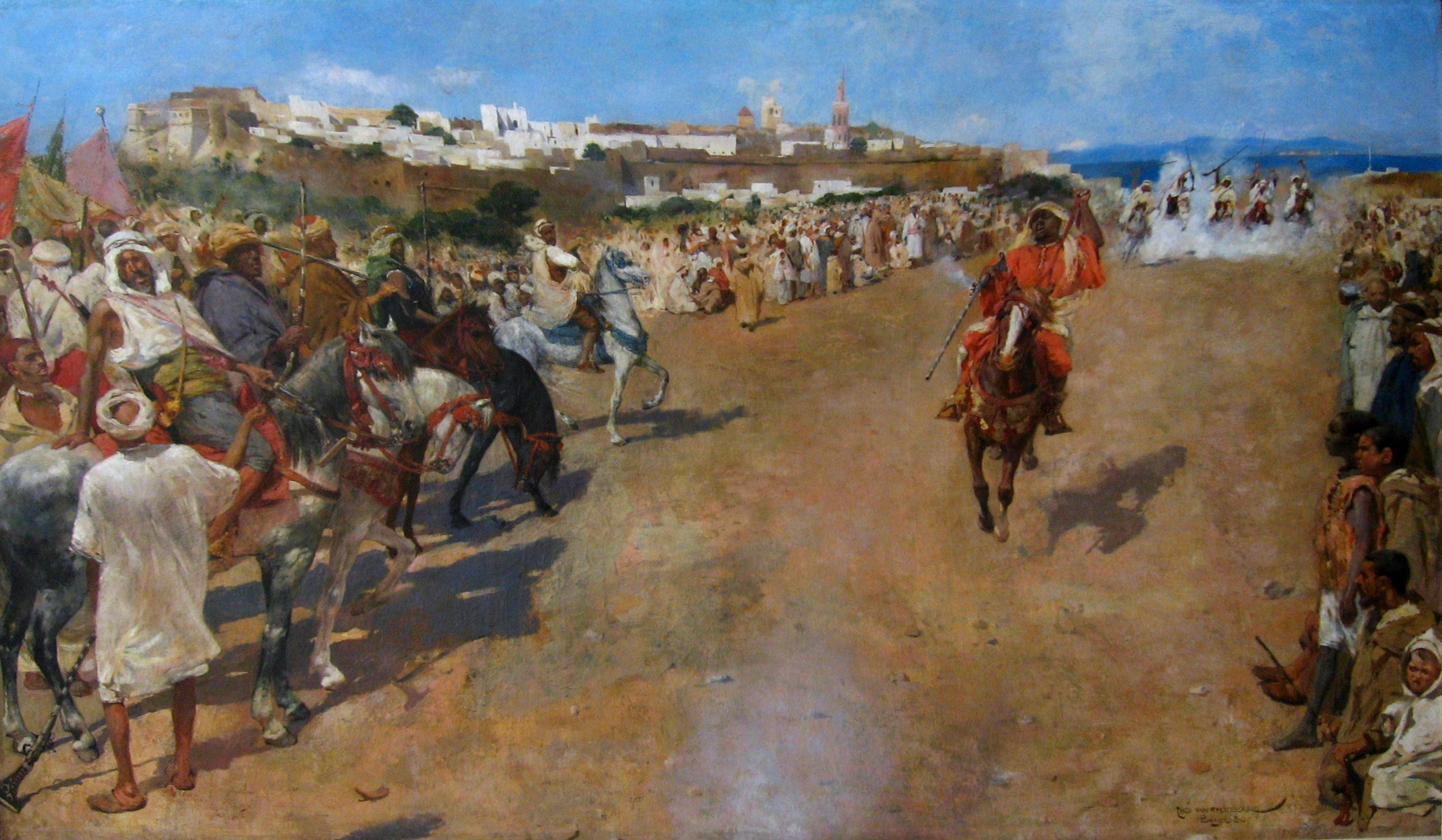
Théo van Rysselberghe, 1884
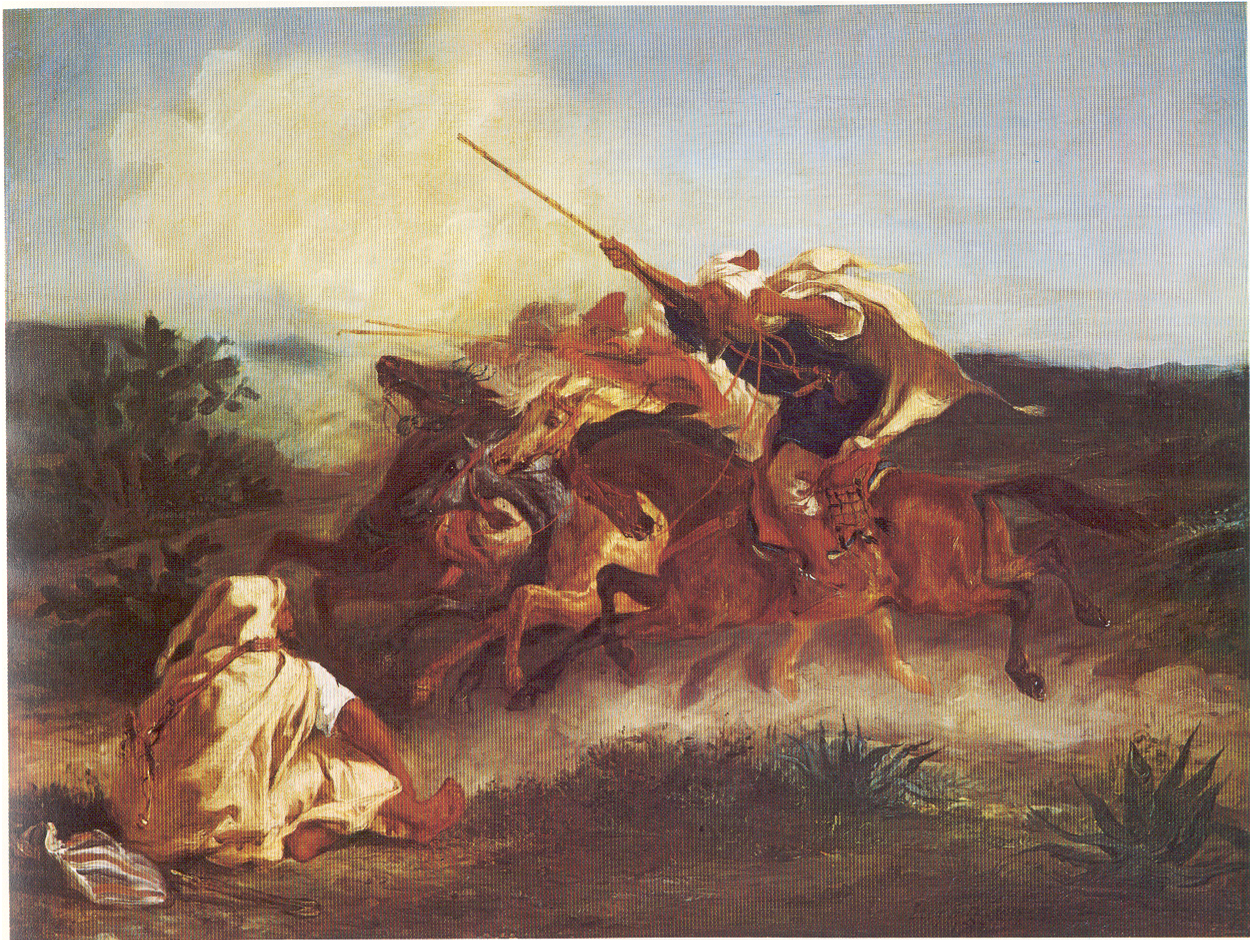
Eugène Delacroix, Fantasia arabe, 1833